# Jozef Rejdovian
Jozef Rejdovian (* 18. března 1991, Brezno) je slovenský fotbalový záložník, od roku 2010 působící v A-týmu FK Dukla Banská Bystrica.

## Fotbalová kariéra
Svoji fotbalovou kariéru začal v FK Dukla Banská Bystrica, kde se v roce 2010 dostal do A-týmu a působí v něm dodnes.